# Võidupüha
Võidupüha (tłum. „Dzień Zwycięstwa”) – estońskie święto państwowe obchodzone corocznie 23 czerwca w rocznicę zwycięstwa wojsk estońskich i ich sprzymierzeńców nad Bałtycką Landeswehrą w bitwie pod Kiesią w 1919 roku.

## Historia

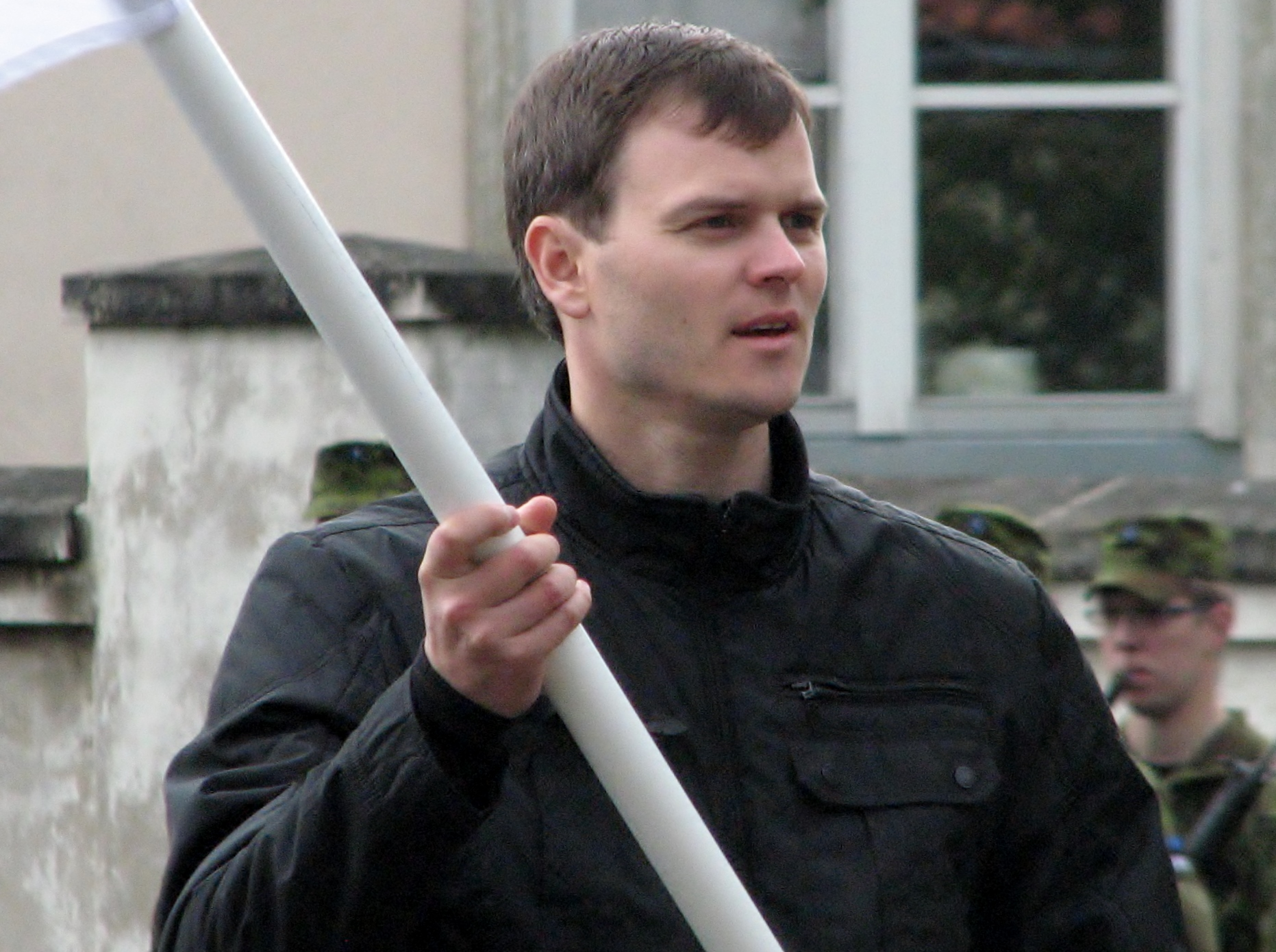
Madis Kallas podczas parady z okazji Võidupüha w Kuressaare, 23 czerwca 2014

Święto zostało ustanowione przez parlament Estonii 16 lutego 1934 roku i było obchodzone do roku 1939. Po odzyskaniu niepodległości przez Estonię jest obchodzone ponownie co roku od 1992 roku.
Święto upamiętnia zwycięstwo wojsk estońskich i ich sprzymierzeńców nad Bałtycką Landeswehrą w bitwie pod Kiesią w 1919 roku, która była decydującą bitwą w wojnie o niepodległość Estonii.
Na początku 1919 roku wojska estońskie pod wodzą Johana Laidonera (1884–1953), wspierane przez ochotników z Finlandii, Szwecji i Danii, wyparły Armię Czerwoną z terytorium Estonii, zajmując jednocześnie północną Łotwę. Spowodowało to zatarg z niemieckimi władzami okupacyjnymi Łotwy, a złożona z oddziałów Niemców bałtyckich Bałtycka Landeswehra ruszyła, by wyprzeć wojska estońskie. Landeswehra zajęła Kieś 6 czerwca, po tymczasowym zawieszeniu ognia, walki wznowiono 19 czerwca. Niemcy zaatakowali Estończyków pod Limbaži, tracąc wkrótce przewagę liczebną. Do głównego starcia doszło 23 czerwca 1919 roku pod Kiesią – zwyciężyły wojska estońskie, zmuszając Niemców do odwrotu do Rygi. Zwycięstwo Estonii zostało zasygnalizowane zapaleniem wielkich ognisk na wzgórzach.

## Parady wojskowe

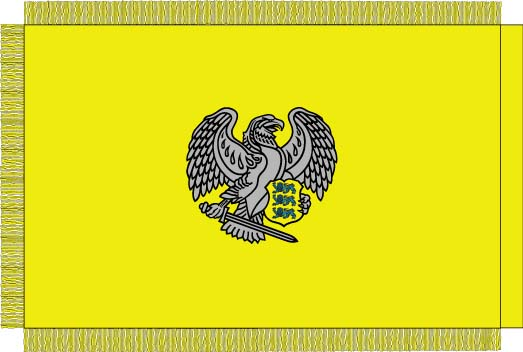
Flaga Kaitseliit

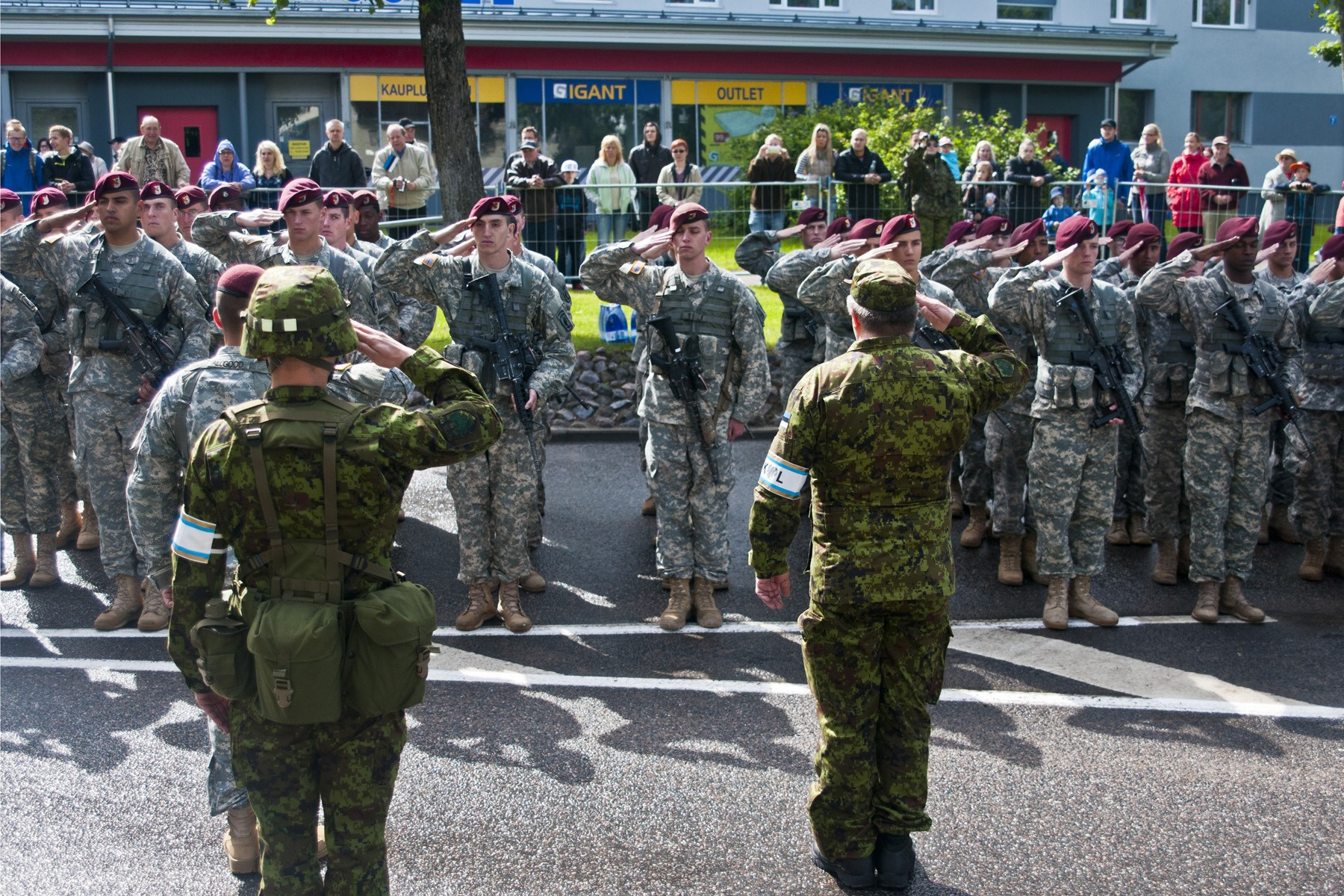
Żołnierze US Army ze 173 Brygady Powietrznodesantowej na defiladzie, 2014

Podczas obchodów przeprowadzana jest centralna parada wojskowa, która od 2000 roku organizowana jest przez estońską Ligę Obrony – Kaitseliit. Na przestrzeni lat centralne parady odbywały się kolejno w miastach:
| 1994 – Tartu    | 2009 – Jõgeva   |  |
| 1995 – Pärnu    | 2010 – Viljandi |  |
| 1996 – Narva    | 2011 – Tartu    |  |
| 1997 – Võru     | 2012 – Pärnu    |  |
| 1998 – Viljandi | 2013 – Haapsalu |  |
| 1999 – Valga    | 2014 – Valga    |  |
| 2000 – Haapsalu | 2015 – Kärdla   |  |
| 2001 – Pärnu    | 2016 – Võru     |  |
| 2002 – Põlva    | 2017 – Rakvere  |  |
| 2003 – Jõhvi    | 2018 – Tallinn  |  |
| 2004 – Rakvere  | 2019 – Tartu    |  |
| 2005 – Paide    |                 |  |
| 2006 – Saaremaa |                 |  |
| 2007 – Rapla    |                 |  |
| 2008 – Tallinn  |                 |  |